# Volvulella nesentus
Volvulella nesentus is een slakkensoort uit de familie van de Rhizoridae. De wetenschappelijke naam van de soort is voor het eerst geldig gepubliceerd in 1926 door Finlay.